# Bafétimbi Gomis
Bafétimbi Fredius Gomis (født 6. august 1985 i La Seyne-sur-Mer, Frankrig) er en fransk fodboldspiller (angriber), er spiller i Galatasaray. Han har tidligere spillet for Swansea City og de franske klubber Saint-Étienne, Troyes og Lyon.

## Landshold
Gomis debuterede for det franske landshold den 27. maj 2008 i en kamp mod Ecuador, og fik en flot debut da han scorede to mål i kampen. Han blev efterfølgende inkluderet i den franske trup til EM i 2008 i Østrig og Schweiz.

## Titler
Coupe de France
- 2012 med Olympique Lyon

Trophee des Champions
- 2012 med Olympique Lyon